# Trajanus kiosk

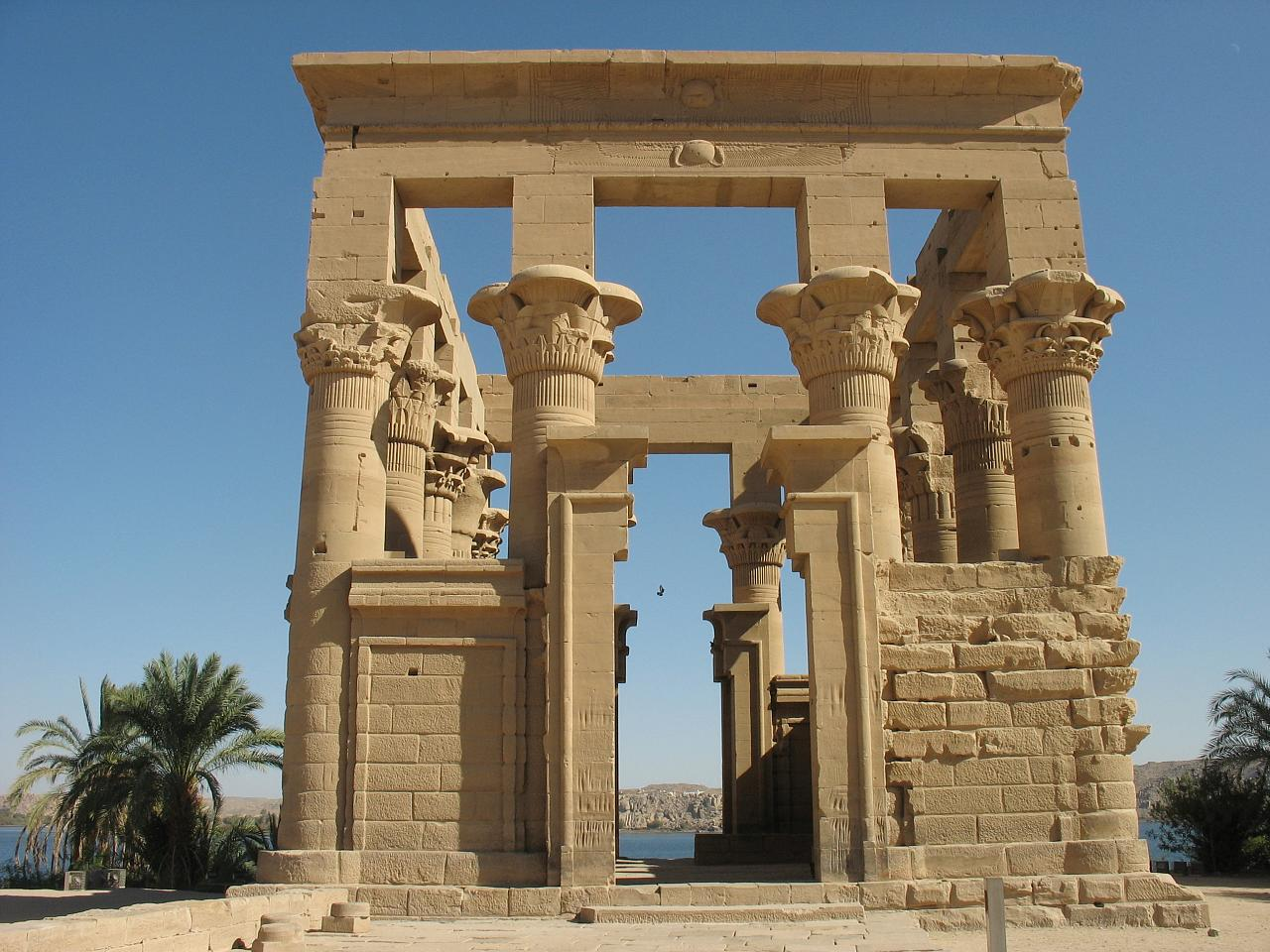
Trajanus kiosk på ön Agilkia.

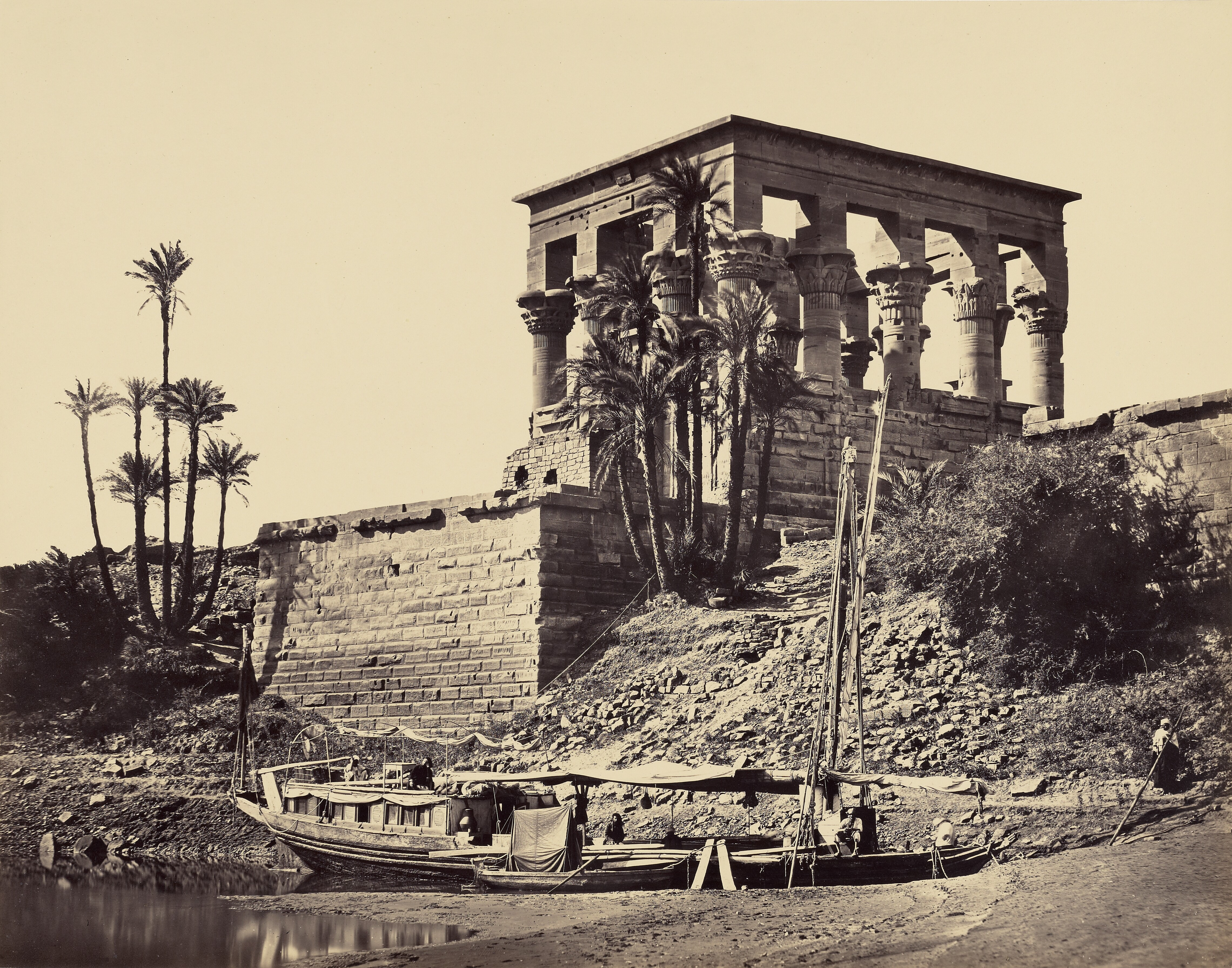
Templet i File. Foto av Francis Frith, 1857.

Trajanus kiosk är ett av de största forntida egyptiska monumenten som ännu står på ön Agilkia. Detta tempel byggdes av den romerske kejsaren Trajanus. Ursprungligen uppfördes det på ön File men flyttades till Agilika på 1960-talet av Unesco som räddade templet från det stigande vattnet i Nassersjön på grund av byggandet av Assuandammen.
Kiosken är 15 bred, 20 meter lång och dess höjd är 15,85 meter. Dess funktion var sannolikt "att skydda Isis båt på Nilens östsida" av ön File. Dess fyra eller fem kolonner bär var och en "olika, överdådigt utsmyckade kapitäler som toppas av 2,1 meter höga pelare" och var ursprungligen "avsedda att skulpteras till Bespelare, liknande födelsehusen i File, Armant, och Dendera även om denna dekoration aldrig färdigställdes.
Byggnaden är idag utan tak, men socklar inom byggnadens arkitrav antyder att dess tak, som var gjort av timmer, faktiskt gjordes på forntiden. Tre 12,5 meter långa, troligen triangelformade fackverk, som "sattes in på en avsats på baksidan av stenarkitekturen, bar upp det något välvda taket." Denna byggnad representerar ett exempel på den ovanliga kombinationen för ett egyptiskt tempel där trä och sten använts i ett och samma byggnadsverk.